# That’s Just the Way It Is
That’s Just the Way It Is ist ein Popsong von Phil Collins aus dem Jahr 1989, der im Juli 1990 als vierte Single, jedoch nur außerhalb des amerikanischen Kontinents, wo stattdessen im Juli 1990 Something Happened on the Way to Heaven erschien.

## Entstehung und Inhalt
That’s Just the Way It Is wurde von Phil Collins selbst geschrieben und von Collins und Hugh Padgham produziert. Es handelt sich um einen langsamen Song mit Elementen von Pop und Soft Rock. David Crosby übernahm den Hintergrundgesang. Der Song, ein Antikriegslied, handelt vom Nordirlandkonflikt, auch als „The Troubles“ bekannt, für dessen Ende sich Collins aussprach.

## Veröffentlichung und Rezeption
Der Song wurde am 28. Juli 1990 als vierte Single aus Collins’ Album …But Seriously ausgekoppelt, jedoch nur außerhalb der USA und Kanada. That’s Just the Way It Is erreichte in Deutschland Platz 51, in der Schweiz erreichte der Song Platz 29 sowie im Vereinigten Königreich Platz 26.

## Musikvideo
Das Musikvideo besteht zum Teil aus Liveaufnahmen, zum Teil aus Aufnahmen, die während eines Soundchecks ohne Publikum entstanden. Zu Beginn ist eine jubelnde Menge zu sehen. Zwischendurch sind Bilder von Soldaten und (Bürger-)Kriegsopfern zu sehen. Auch Hintergrundsänger David Crosby tritt mit auf.
Die Konzert- und Soundcheckaufnahmen entstanden in der Frankfurter Festhalle, in der Phil Collins während seiner Seriously Live! World Tour zwei Konzerte am 10. und 11. Mai 1990 gab.